# Cociorvă
Cociorva este o unealtă gospodărească, având aproximativ forma unei sape, însă cu lama sub formă de patrulater, folosită la mutarea/tragerea pâinii,colacilor,etc. din cuptorul tradițional. Aceasta unealta este facuta din lemn sau metal.
A doua semnificatie a cuvantului cociorva: este un "carlig" in forma de baston pentru marcotatul vitei-de-vie. Cu ajutorul lui se prind ramurile de marcotat in pamant.